# Вестдејл (Тексас)
Вестдејл (енгл. Westdale) насељено је место без административног статуса у америчкој савезној држави Тексас.

## Демографија
По попису из 2010. године број становника је 372, што је 77 (26,1%) становника више него 2000. године.
| Група             | 2000.       | 2010.       |
| Белци             | 148 (50,2%) | 167 (44,9%) |
| Афроамериканци    | 2 (0,7%)    | 2 (0,5%)    |
| Азијати           | 0 (0,0%)    | 4 (1,1%)    |
| Хиспаноамериканци | 138 (46,8%) | 196 (52,7%) |
| Укупно            | 295         | 372         |